# Roberto Carpio
Roberto Carpio Valdés (Arequipa, 23 de febrero de 1900 - Pisco, 22 de mayo de 1986) fue un músico y compositor peruano. Su breve obra está dedicada casi exclusivamente al género pianístico y al lied, en donde convergen la música andina peruana la influencia del impresionismo francés de Claude Debussy y otros estilos europeos. 

## Biografía
Nació en Arequipa y fue hijo de Faustino del Carpio, un pianista de bar. Estudió en el Colegio Ballón, y luego en la Facultad de Letras de la Universidad de San Agustín. Debido a la ausencia de un conservatorio en su ciudad natal, su formación musical comenzó con su padre y, componiendo desde muy joven, terminó haciéndose compositor de manera autodidacta. Recibió algunas clases de Luis Duncker Lavalle y Francisco Ibáñez. 
Luego de permanecer algún tiempo en Bolivia, en 1935 se trasladó a Lima. En esta ciudad se desempeñó desde 1937 como pianista en la Radio Nacional del Perú y acompañante de instrumentistas y cantantes, para luego desempeñar la docencia de Piano y Armonía en el Instituto Musical "Bach", entre 1935 y 1945. En el año 1943 fue designado Secretario-Tesorero de la Academia Nacional de Música Alzedo, hoy llamada Conservatorio Nacional de Música del Perú, de la cual llegó a ser director, entre los años 1954 y 1960. En 1945 obtuvo el Premio Nacional de Música "Luis Duncker Lavalle" por su Tríptico para piano, de 1932. En 1953 obtuvo el primer puesto en el Concurso de canciones Escolares convocado por el Ministerio de Educación. 
Otras obras de Carpio son Payaso (1933) la Suite (1939) y 4 Nocturnos, todas para piano, y canciones como "La Cristalina Corriente" con texto del poeta arequipeño Mariano Melgar y otras con textos de otros poetas peruanos como Guillermo Mercado, Mario Chabes y José María Eguren, que están consideradas entre las mejores del repertorio peruano del lied. Falleció en Pisco.

## Importancia
Ya desde sus primeras obras Carpio mostró la intención de encontrar un lenguaje que conjugara los procedimientos composicionales de la tradición europea y el espíritu de la música popular y tradicional peruana, corriente promovida por los músicos provincianos de su época, que conforman la llamada "Escuela de Arequipa" (anunciada por dotados creadores como Luis Duncker Lavalle y Manuel Aguirre entre otros, y afianzada por Carlos Sánchez Málaga, Aurelio Díaz Espinoza y Roberto Carpio) y que luego ha sido continuada de alguna manera por los compositores peruanos de las generaciones siguientes.
Siendo autodidacta, Carpio no consiguió la formación musical completa y a pesar de la gran coherencia de sus composiciones y su alejamiento de la tonalidad, fue básicamente intuitivo. Así lo testimonia el hecho de que en una entrevista, al tener que explicar una armonía interesante, sólo dijera "Puse allí ese acorde porque me sonaba bien".
Se le reconocen varias etapas, la primera que va aproximadamente desde 1921 hasta 1933, y es la época en que estudia con Duncker e Ibáñez. Período muy influido por compositores románticos para piano, obras de esta época fueron sus 3 Estampas de Arequipa (1927) y Suite Hospital (1928) lúgubre obra inspirada en una dolorosa enfermedad y donde se nota especialmente el estilo impresionista.

## Obras

### Para piano
- Nocturno (1921)
- Preludio (1921)

- Tres estampas de Arequipa (1927)
  - La Procesión
  - Los Quitasueños
  - Apunte de Jarana

- Suite Hospital (1928)
  - Preludio
  - Pacientes - Interludio - Sor X
  - La Capilla
  - Ronda de la Muerte - Ronda de Veladores - Mortuorio
  - Postludio

- Dos Piezas (1930)
- Tríptico (1932)
- Payaso (1933)
- Cuatro Preludios (1933)
- Tres Miniaturas (1934)
- Preludio (1937)
- 2 pequeños preludios (1938)
- Suite para piano (1939)
  - Allegretto
  - Andantino
  - Allegro animato

- Dos preludios (1939)
- Nocturno (1940)
- Pastoral (1940)

### Para piano y voz
- Canción (1926) (Texto de Guillermo Mercado)
- Ya dormir (1926)
- La cristalina corriente (1928) (texto de Mariano Melgar)
- Alba de sueños (1931)
- 2 canciones (1938)
- Cava panteonero (Lied, texto de José María Eguren)

### Para piano y violín
Aire de vals (1938)

### Para orquesta
Música para la película "Petroleo del Perú" (1941)

### Otros
- Dos Impresiones aymaras (1930)
- Tres canciones corales
  - Triste
  - Pasacalle
  - Huayno mestizo

- Allegro (Único movimiento para cuarteto de cuerdas)

## Enlaces relacionados
- CD Chicha Morada con la obra Tres Estampas de Arequipa interpretado por el pianista Ward De Vleeschhouwer.
- CD con obras de Carpio producido por la Pontificia Universidad Católica del Perú.
- Discografía en Latin-American Piano Music Laboratory
- Resumen de Tesis sobre Carpio de Zoila Elena Vega Salvatierra en Revista musical chilena

- Datos: Q2919356